# Сходження (фільм, 1976)
«Сходження» (рос. «Восхождение») —  радянський художній фільм 1976 року української режисерки Лариси Шепітько, військова драма за повістю Василя Бикова «Сотников». Фільм отримав кілька призів на Міжнародному кінофестивалі в Західному Берліні у 1977 році, ставши першим радянським фільмом, удостоєним вищої нагороди фестивалю — «Золотий ведмідь».

## Сюжет
Окупована Білорусь, зима 1942 року. Партизани — солдат Рибак і офіцер Сотников відправляються на пошуки продовольства для партизанського загону. Після сутички з поліцаями вони ховаються в селі, але через деякий час їх наздоганяють карателі. Допити, тортури, страх… Пошуки виходу, компромісу, поступки перед совістю призводять одного з героїв фільму до зради.

## В ролях
- Володимир Гостюхін —  Рибак
- Борис Плотников —  Борис Андрійович Сотников
- Анатолій Солоніцин —  слідчий Портнов
- Людмила Полякова —  Демчиха
- Сергій Яковлєв —  староста Сич
- Марія Виноградова —  старостиха
- Олександр Пятков —  фашист на прізвисько «рудий»
- Станіслав Бородокін —  партизан
- Микола Сектименко —  поліцай Гаманюк
- Вікторія Гольдентул —  Бася
- Олександра Харитонова —  партизанка з дитиною

## Знімальна група
- Режисер: Лариса Шепітько
- Сценарій: Лариса Шепітько, Юрій Клепіков
- Оператори-постановники: Володимир Чухнов, Павло Лебешев
- Художник-постановник: Юрій Ракша
- Композитор: Альфред Шнітке

## Навколо фільму
- У списку «100 найкращих фільмів світу, знятих жінками» за 2019 рік, який був складений трьома сотнями кінокритиків з 84 країн світу, кінострічка «Сходження» за кількістю голосів зайняла 11 місце.[2]